# Индустријска револуција
Индустријска револуција је појам везан за нагли друштвени развој који се догодио у кратком временском периоду. У другој половини 18. века ручна производња почела се замењивати парним машинама. Тиме је почео развој који је од краја 18. до средине 19. века темељно изменио раније политичке, привредне и друштвене системе у већем делу света. Почела је Прва индустријска револуција.
Индустријска револуција представља прелаз на нове производне процесе у периоду од око 1760. до раздобља између 1820. и 1840. Она се састојала од прелаза са ручних производних метода на машинске, нове хемијске производње и процес за продукцију гвожђа, побољшане ефективности снага воде, повећане употребе снаге паре, и развоја машинских оруђа. Она је такође обухватала прелаз са дрвета и других био-горива на угаљ. Индустрија текстила је била доминантна током индустријске револуције у погледу запошљавања, вредности производа и инвестираног капитала; текстилна индустрија је такође била прва да примени модерне методе производње.
Индустријска револуција обележава значајну историјску прекретницу. Она је утицала на скоро сваки аспект дневног живота на известан начин. Специфично, просечни приход и величина популације су почеле да манифестују раније невиђени степен константног раста. Неки економисти сматрају да је главни импакт индустријске револуције да је стандард живота генералне популације почео да конзистентно расте по први пут у историји, мада други тврде није дошло до знатног побољшања до касног 19. и до 20. века.
Индустријска револуција је почела у Великој Британији, и проширила се на Западну Европу и Северну Америку у току неколико декада. Прецизни почетак и крај индустријске револуције је још увек предмет дебате међу историчарима, као и темпо економских и друштвених промена. БДП по становнику је био углавном стабилан пре индустријске револуције и појаве модерне капиталистичке економије, док је индустријска револуција почела еру економског раста у капиталистичким економијама. Економски историчари се слажу да је индустријска револуција најважнији догађај у историји човечанства од периода доместикације животиња, биљки и ватре.
Прва индустријска револуција је прерасла у Другу индустријску револуцију током прелазних година између 1840. и 1870, кад се наставило са технолошким и економским прогресом путем повећане примене парног транспорта (парне железнице и бродова), производњом машинског оруђа на великим скалама и повећаном употребом машинерије у фабрикама на парни погон.

## Парна машина
У 18. веку је највећу мануфактурну производњу имала Енглеска. У њој се повећавала потреба за тканинама па су произвођачи тканина, ради повећавања и убрзавања производње, примењивали изуме у предузећима.
У Енглеској су произвођачи све више улагали новац у стварање нових изума. Но, најпознатији је био изум парне машине. Њега је 1769. године усавршио Шкот Џејмс Ват. Проналазак парне машине изазвао је велики преокрет у производњи, односно револуцију у прерађивачким делатностима или индустрији. Мануфактурна производња замењена је фабричким радом. Промене изазване применом парне машине називају се 'прва индустријска револуција.

## Примена парне машине
Нове парне машине су врло брзо пронашле примену у фабрикама, рудницима и саобраћају. Машине које су користиле водену пару као погонско средство морале су бити од чврстог материјала - гвожђа. Због тога се нагло повећала потражња за гвозденом рудом и угљем.
Американац Роберт Фултон је 1807. саградио први пароброд који је са стране имао точкове с лопатама, а звао је Клермонт. Већ 1819. године амерички је пароброд Савана препловио Атлантски океан за 26 дана.
Године 1814, Енглез Џорџ Стивенсон конструисао је прву парну локомотиву. У почетку је ишла 20 km/h, а касније и брже.
Звала се Ракета (енгл. Rocket). Већ 1825. у Енглеској саграђена је прва железничка пруга на свету. Повезивала је градове Стоктон и Дарлингтон.

## Остали важнији изуми и дела
У доба прве индустријске револуције појавили су се многи важни изуми који се и данас користе. Американац Бенџамин Френклин изумео је 1752. громобран, делотворну заштиту објеката од удара грома. Енглез Сир Хамфри Дејви начинио је 1815. Дејвијеву светиљку коју су користили рудари. Тиме је знатно смањен број несрећа у рудницима. Слепи француски учитељ Луј Брај изумео је 1829. писмо за слепе, познатије као Брајева азбука: слова бројеви и други знакови на папиру означавају се посебним распоредом испупчених тачака.
Американац Семјуел Морзе изумео је 1837. телеграф и посебну азбуку названу Морзеова азбука која се састојала од дугих и кратких сигнала за преношење порука на велике удаљености.
Године 1858, положен је први подморски телеграфски кабл између Америке и Европе. Француз Луј Дагер усавршио је 1839. фотоапарат, а Американац Чарлс Гудјир открио је вулканизацију, тј. начин за добијање гуме из каучука.
Следеће године залепљена је на писмо прва поштанска марка на свету. Идеју је спровео Енглез Роланд Хил. Године 1854, појавио се први бицикл с педалама.

## Грађанско друштво
Током друге половине 18. и прве половине 19. века одвијао се поступни прелаз из старог феудалног у модерно грађанско друштво. На обликовање грађанског друштва нарочито је утицала примена парне машине у индустрији, рударству и саобраћају. Дошло је до повећања броја фабрика. У њима је било запослено све више радника. Послодавци су већином припадали грађанском слоју. У већини западних европских земаља, осим Холандије и Енглеске, грађанство се до 19. века развијало унутар феудалног система, али није учествовало у управљању државом. Грађанско друштво развило се и у САД, где је учествовало у политичком животу јер у Северној Америци није било феудалаца.

## Промене на селу
У време прве индустријске револуције дошло је до промена на селу. Сељаци су раније све послове радили ручно, а од почетка 19. века у пољопривредну се производњу почињу уводити машине. У пољопривреди западних европских земаља и САД полако се примењују научне спознаје - посебно достигнућа хемије (нпр. изум минералног вештачког ђубрива), а обавља се и одабир бољег семена и стоке. Тиме је дошло до вишеструког повећања производње хране. Све те промене у пољопривреди називамо аграрном револуцијом. Уз то је у већини држава током 19. века дошло до укидања феудалних односа на селу и јачања приватних предузетника у пољопривреди. Многи се сељаци нису успели одржати у новим тржишним условима па су остали најамна радна снага на великим поседима. Неки су се сељаци пресељавали у градове и запошљавали као радници у фабрикама.

## Узроци
Узроци индустријске револуције су компликовани и још увек су предмет дебате, при чему неки историчари сматрају да је револуција била исход друштвених и институционалних промена насталих крајем раздобља феудализма у Британији након Енглеског грађанског рата на крају 17. века. Покрет ограђивања и Британска пољопривредна револуција су учинили производњу хране ефикаснијом и мање зависном од мануелне радне снаге, присиљавајући вишак радне снаге која није више могла да нађе запослење у пољопривреди да се усредсреди на занатство, на пример ткање, и с дугорочнијег гледишта да пређе у градове и ново развијене фабрике. Међутим, ово традиционално објашњење је оспорио историчар Спенсер П Морисон, који сматра да Британија није имала вишак популације, већ да је патила од тешког дефицита становништва у односу на њене економске и политичке ривале. Та несташица радне снаге је, по њему, произвела подстицај за улагања у технологију којом се штеди на радној снази. Колонијална експанзија током 17. века са пратећим развојем међународне трговине, формирањем финансијских тржишта и акумулацијом капитала се исто тако наводе као фактори, као и научна револуција 17. века.
До 1980-их, академски историчари су универзално сматрали да су технолошке иновације биле у основи индустријске револуције и да је кључна технолошка компонента био проналазак и усавршавање парне машине. Међутим, недавна истраживања ере маркетинга оспоравају традиционалну, на понуди базирану, интерпретацију индустријске револуције.
Луис Мамфорд сматра да индустријска револуција води порекло из Раног средњег века, што је знатно раније од већине других процена. Он објашњава да је модел за стандардизовану масовну продукцију била штампарска преса и да је „архетипски модел за индустријску еру био сат“. Он је такође напомиње монашки нагласак на реду и сатници, као и чињеницу да су средњовековни градови имали у својим центрима цркве на којима су звона звонила у регуларним интервалима, што су неопходни прекурзори за синхронизацију већих размера која је постала неопходна каснијим, у већој мери физичким, манифестацијама попут парне машине.
Присуство великог домаћег тржишта треба такође сматрати важним покретачем индустријске револуције, посебно при разматрању разлога њене појаве у Британији. У другим нацијама, попут Француске, тржишта су била подељена у локалне регионе, који су често наметали путарине и царине на робу којом се трговало међу њима. Хенри VIII Тјудор је укинуо интерне тарифе, док су се оне одржале у Русији до 1753, 1789. у Француској, и 1839. у Шпанији.
Владина одобрења на ограничени монопол проналазача под системом развоја патента (Статут монопола из 1623.) се сматра утицајним фактором. Ефекти патената, добри или лоши, на развој индустријализације су јасно илустровани у историји парне машине. У замену за јавно објављивање начина рада изума патентни систем је награђивао проналазаче као што је Џејмс Ват, тако што им је омогућавао да монополизују производњу првих парних машина. На тај начин су награђивани проналазачи и убрзаван темпо је технолошког развоја. Међутим, монополи носе са собом своје сопствене неефикасности који могу да буду противтежа, или да чак превага корисних учинака објављивања генијалности и награђивања проналазача. Могуће је да је Ватов монопол спречио друге проналазаче, као што су Ричард Тревитик, Вилијам Мердок или Џонатан Хорнблоуер, да уведу побољшања парне машине, и стога одложио индустријску револуцију за око 16 година.